# الباردة (المحويت)

تعديل مصدري - تعديل

الباردة هي إحدى قرى عزلة الأحجول بمديرية المحويت التابعة لمحافظة المحويت، بلغ تعداد سكانها 112 نسمة حسب تعداد اليمن لعام 2004.